# المعلم الكبير غير المحدد
المعلم الكبير غير المحدد هو معلم أثري تونسي مصنف من قبل المعهد الوطني للتراث يقع في ولاية الكاف في شمال غرب تونس، تحديدا في مدينة الكاف ولقد صنف المعلم في يوم  12 ديسمبر 1901

## مقالات ذات صلة
- قائمة المعالم الأثرية المصنفة في تونس